# Rektorat Matki Bożej Ostrobramskiej w Czajach
Rektorat pw. Matki Bożej Ostrobramskiej w Czajach – rektorat rzymskokatolicki należący do dekanatu Ciechanowiec, diecezji drohiczyńskiej, metropolii białostockiej. Siedziba mieści się w Czaje-Wólkach. Rektorat został utworzony 14 października 1985 roku.
14 października 1985 roku administrator apostolski diecezji pińskiej erygował samodzielny rektorat w Czajach, wydzielony z parafii Pobikry. Pierwszym rektorem został mianowany ks. Mieczysław Baranowski (rekt. 1985–1987).

## Rektorzy
- ks. Mieczysław Baranowski (1985–1987)[1][2]
- ks. Stefan Pajka (1987–2002)[3]
- ks. Andrzej Boguszewski[1]
- ks. Antoni Gaładyk[1]
- ks. Dariusz Misior (2020–2024)[4]
- ks. Rafał Roguziak (2024-obecnie)[5]

## Zasięg rektoratu
W granicach rektoratu znajdują się miejscowości: 
- Czaje Wólka,
- Czaje,
- Małyszczyn.